# Mountain Studios

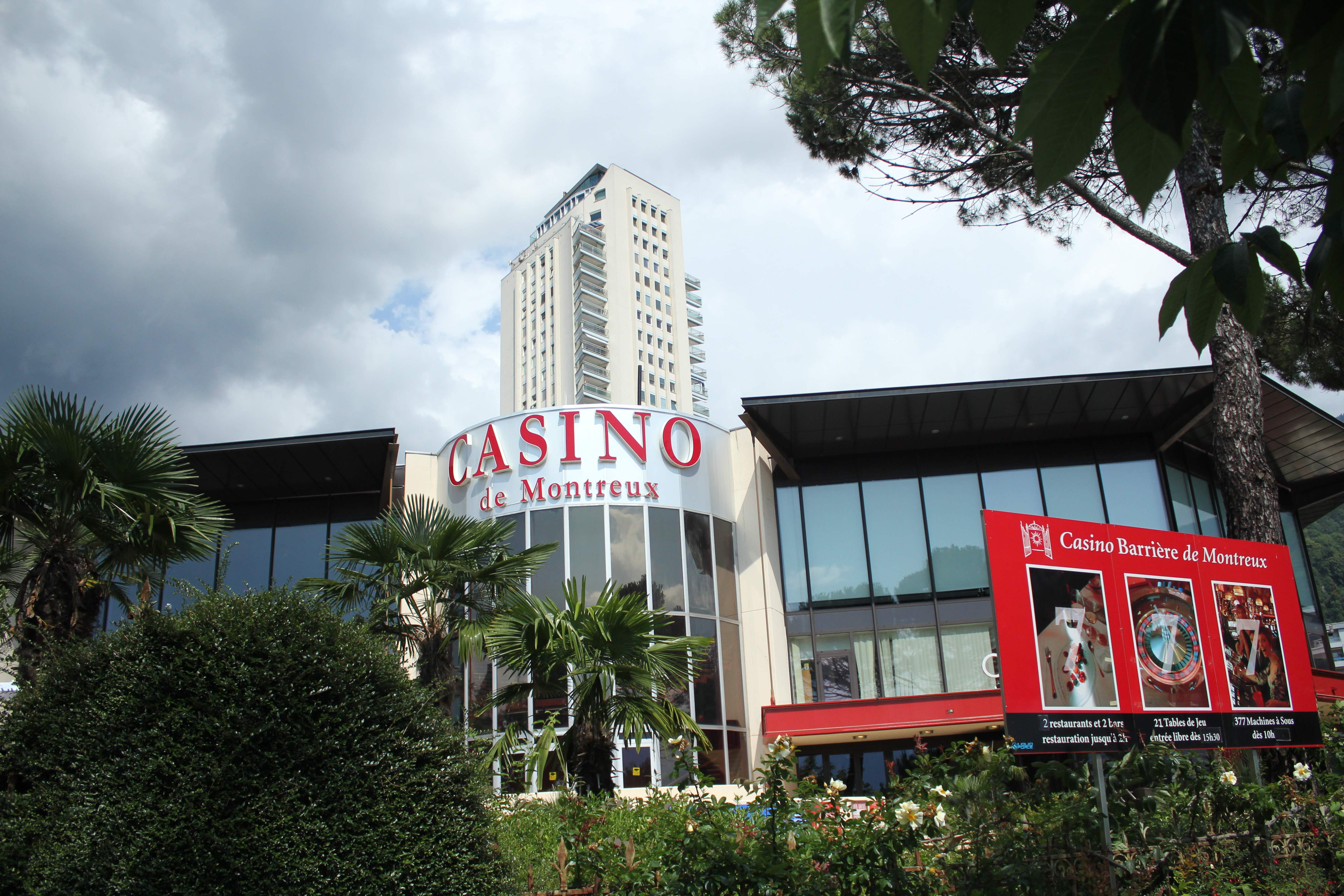
Montreux Casino, em 2014.

Mountain Studios é um estúdio de gravação inicialmente localizado em Montreux, dentro do Montreux Casino. Atualmente está em Attalens, Suíça.
O estúdio, de 1978 até 1995 pertenceu à banda de rock Queen, posteriormente tornando-se propriedade do produtor musical David Richards. Vários artistas da música gravaram discos e músicas no estúdio, como AC/DC, David Bowie, Yes e Rick Wakeman.

## Álbuns gravados no estúdio
- Queen
  - Jazz (1978)
  - Hot Space (1982)
  - A Kind of Magic (1986)
  - The Miracle (1989)
  - Innuendo (1991)
  - Made in Heaven (1995)
- Brian May
  - Back to the Light (1992)
- Freddie Mercury e Montserrat Caballé
  - Barcelona (1988)
- Roger Taylor
  - Fun in Space (1981)
  - Strange Frontier (1984)
- The Cross
  - Shove It (1988)
  - Mad, Bad, and Dangerous to Know (1990)
- AC/DC
  - Fly on the Wall (1985)
- David Bowie
  - Lodger (1979)
  - Never Let Me Down (1987)
  - Black Tie White Noise (1993)
  - The Buddha of Suburbia (1993)
  - Outside (1995)
- Iggy Pop
  - Blah Blah Blah (1986)
- Chris Rea
  - Water Sign (1983)
  - Wired to the Moon (1984)
  - Shamrock Diaries (1985)
  - On the Beach (1986)
- The Rolling Stones
  - Black and Blue (1976)
- Yes
  - Going for the One (1977)
- Rick Wakeman
  - Rick Wakeman's Criminal Record (1977)
- Magnum
  - Vigilante (1986)
- Smokie
  - The Montreux álbum (1978)